# Monumento Mirador de los Ángeles
El Mirador de los Ángeles es un memorial ubicado en la ciudad chilena de Coquimbo que recuerda el asesinato de los niños Rodrigo Palma y Jimmy Christie el 24 de diciembre de 1973 por parte de efectivos militares.

## Historia

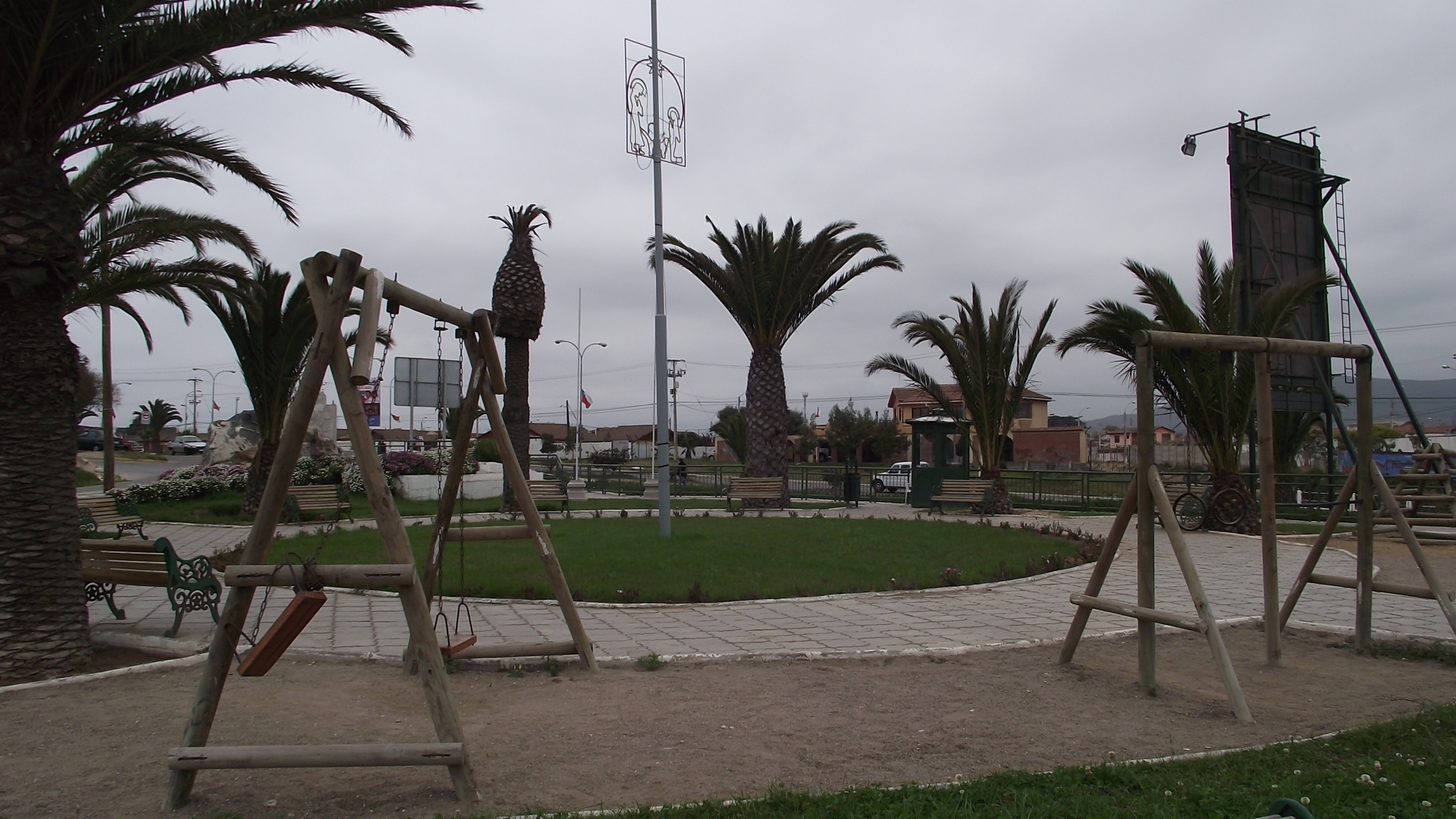
Vista de la plaza de juegos ubicada en el memorial.

El memorial, ubicado en la intersección de la Ruta 5 con la calle Barry Mac-Auliffe, fue inaugurado el 31 de mayo de 2010 en un acto que contó con la asistencia de Raúl Palma Carmona y Eugenia Moraga Pinto, padres de Rodrigo Palma, y María Bossy, madre de Jimmy.
El 13 de enero de 2020 el memorial fue vandalizado con rayados que incluían el símbolo del ultraderechista Frente Nacionalista Patria y Libertad; en las semanas anteriores se registraron ataques similares en memoriales ubicados en Osorno, La Serena y Concepción.

## Víctimas
El Mirador de los Ángeles recuerda el asesinato de Rodrigo Palma Moraga y Jimmy Christie Bossy, quienes tenían 8 y 7 años respectivamente. El 24 de diciembre de 1973, pocos meses después del golpe de Estado que instauró la dictadura militar, ambos niños se encontraban jugando en las cercanías de los estanques de combustibles ubicados en el sector de Guayacán, los cuales eran resguardados por conscriptos del Regimiento de Infantería n.º 21 «Coquimbo» debido a su potencial como objetivo de atentados terroristas.
Aquel día ambos niños no regresaron a sus hogares, lo que inició una búsqueda por parte de los vecinos del sector. Posteriormente efectivos del Ejército acosaron a los padres de Palma y Christie para que desistieran de su búsqueda; finalmente, el 14 de agosto de 1977 un grupo de niños que se encontraba encumbrando volantines cerca de los estanques de combustibles encontraron los cuerpos de Rodrigo Palma y Jimmy Christie enterrados a baja profundidad.
En 2002 los cuerpos fueron exhumados y mediante pericias se logró determinar que fueron ejecutados por una patrulla militar del Regimiento 21 y que los cuerpos fueron ocultados hasta que los operativos de búsqueda por parte de los vecinos finalizaron, para posteriormente ser enterrados en las cercanías del lugar.